# Campionati del mondo di ciclismo su pista 1979
I Campionati del mondo di ciclismo su pista 1979 si svolsero ad Amsterdam, nei Paesi Bassi.

## Medagliere
| Posiz. | Nazione          | Oro | Argento | Bronzo | Totale |
| ------ | ---------------- | --- | ------- | ------ | ------ |
| 1      | Paesi Bassi      | 4   | 2       | 3      | 9      |
| 2      | Germania Est     | 3   | 1       | 1      | 5      |
| 3      | Unione Sovietica | 2   | 1       | 1      | 4      |
| 4      | Cecoslovacchia   | 1   | 0       | 1      | 2      |
| -      | Francia          | 1   | 0       | 1      | 2      |
| 6      | Giappone         | 1   | 0       | 0      | 1      |
| 7      | Italia           | 0   | 3       | 2      | 5      |
| 8      | Germania Ovest   | 0   | 3       | 0      | 3      |
| 9      | Belgio           | 0   | 1       | 1      | 2      |
| 10     | Canada           | 0   | 1       | 0      | 1      |
| 11     | Svizzera         | 0   | 0       | 1      | 1      |
| -      | Stati Uniti      | 0   | 0       | 1      | 1      |